# Кисельов Йосип Михайлович
Кисельов Йосип Михайлович — український письменник, сценарист, літературознавець.
Народився 15 березня 1905 р. в с. Ширайовці Брянської області в родині службовця. Помер 3 червня 1980 р. в Києві. Закінчив медичний інститут (1927). Друкувався з 1928 р. Учасник Німецько-радянської війни.
Автор сценаріїв документальних фільмів: «II з'їзд письменників України» (1949) та «Українські майстри шовку» (1954).
Був членом Спілки письменників України.

## Видання
- Одвічна дружба: тема возз'єднання України з Росією в історичній драматургії / Й. М. Кисельов. — К. : Рад. письменник, 1954. — 189 с.
- Театральні портрети: нариси про майстрів української радянської сцени / Й. М. Кисельов. — К. : Мистецтво, 1955. — 337 с.
- Драматургічна майстерність: Питання української радянської драматургії / Держлітвидав УРСР, 1956 р.
- П'єса і вистава / Й. М. Кисельов. — К. : Держ. вид-во образотворчого мистецтва і музичної літератури УРСР, 1960.
- Перші заспівувачі: Літературні портрети українських радянських драматургів / Радянський письменник, 1964 р.
- Драматурги України: літературні портрети / Дніпро, 1967 р.
- Конфлікт у художньому творі / 1962 р.
- Конфлікти і характери: Проблеми української радянської драматургії / Радянський письменник, 1953 р.
- Епічна поезія: нариси сучасної української епічної поезії / Й. М. Кисельов. — Доповн. та переробл. вид. — К. : Держлітвидав, 1961. — 236 с.
- Герой і час: літературно-критичні нариси про сучасну українську драматургію / Радянський письменник, 1969 р.
- Величний образ: ленініана укр. драматургії / Й. М. Кисельов. — К. : Дніпро, 1970. — 170 с.
- Разом з життям: майстри української сцени / Й. М. Кисельов. — К. : Мистецтво, 1972. — 407 с.
- Розвідники часу: літ.- критич. нариси про сучас. укр. рад. драматургію / Й. М. Кисельов. — К. : Рад. письменник, 1973. — 279 с.
- Зустрічі з сучасником: слово про укр. рад. драматургів / Й. М. Кисельов. — К. : Мистецтво, 1975. — 277 с.
- Поетеса української сцени: життя і творчість народної артистки СРСР Наталії Михайлівни Ужвій / Йосип Кисельов. — К. : Мистецтво, 1978. — 205 с.
- З глибин життя: літературно-критичні нариси / Радянський письменник, 1980 р.